# Espadrilhas
As espadrilhas, ou alpargatas e espardênias, como são comumente conhecidas, possuem origem bem antiga, datada no século XIV, ando eram usadas por camposes e pescadores na Espanha. Outra versão afirma que tudo começou quando as espadrilhas eram usadas por soldados espanhóis durante a Guerra Civil, em meados de 1930. Muitos acreditam que a origem desse modelo é francesa, devido ao nome como também é conhecido: espadrilles. No entanto, a ideia de trançar Espartos (planta que se assemelha a uma palha) surgiu na Espanha, país que ainda é o principal produtor. Um rei chamado Aragon usava espadrilles feitos com Esparto para isolar os pés do frio, do calor e da umidade, o que era ideal para os soldados.
Aos poucos, começou-se a produzir para toda a população, e em 1880, a maioria dos espadrilles foi exportada para a América do Sul. Porém, elas ganharam popularidade quando Yves Saint Laurent, na década de 1960, transformou esse tipo de sandália em salto alto e colocou esse modelo nas passarelas.
Atualmente, existem sandálias de salto anabela feitas com corda de muitos estilos, cores, detalhes e enfeites e são relançadas a cada nova coleção de estilistas famosos no mundo inteiro.